# Бадуї
Ба́дуї (бадуй, канекеси) — ізольована етнічна група в Індонезії. Зазвичай їх уважають окремою соціально-релігійною групою сунданців. Більшість елементів культури та мови обох народів дуже схожі.
Бадуї покладаються на контрольовану взаємодію із зовнішнім світом для підтримання традицій своєї групи та протистояння ісламізації. Вони ведуть втаємничений спосіб життя, обмежують спілкування зі сторонніми. Бадуйські духовні лідери відомі на Яві своєю надприродною силою й намагаються зміцнювати цю репутацію.

## Назва
Одна із версії походження назви бадуй виводить її від річки Бадуй (Чибадуй, індонез. Cibaduy), що протікає районом розселення народу. За іншою версією, назву племені дали голландці, яким ці люди нагадували арабських бедуїнів (Badowi, бадуві сунданською), адже вони ховалися в горах від навколишнього населення.
Незважаючи на те, що назва бадуй тепер ствердилася серед сторонніх, самі бадуї її категорично відкидають. Вони називають себе уранг-канекес (сунд. Urang Kanekes), що означає «люди з Канекесу», від назви головного селища й священної території бадуїв.

## Територія проживання, чисельність
Бадуї живуть на відносно невеликій території площею трохи більше 50 км², розташованій на схилах хребта Кенденг (індонез. Gunung Kendeng) в гірських районах на заході острову Ява. Район знаходиться на півдні провінції Бантен, приблизно за 40 км на південь від міста Рангкасбітунг (індонез. Rangkasbitung), адміністративного центру округу Лебак. Тут розташовані кілька десятків бадуйських сіл і хуторів.
2010 року чисельність бадуїв становила 11 172 особи (2948 домогосподарств), 2015 року вона зросла до 11 620 осіб (3395 домогосподарств).
Територія розселення бадуїв має особливий статус, вона визнана комунальною (громадською) землею (Tanah Ulayat, «звичаєва земля»). В рамках індонезійської адміністративної системи бадуйські землі утворюють десу (велике село, адміністративна одиниця нижчого рівня) Канекес у складі району Льовідамар (індонез. Leuwidamar), округ Лебак.

## Внутрішні та зовнішні бадуї
Бадуї поділяються на дві основні групи — внутрішніх (каджероанів, Baduy Jero, Baduy Dalam, Urang Kejeroan) та зовнішніх (калуаранів, Baduy Luar, Urang Kaluaran або Urang Panamping) бадуїв. Такий поділ стосується місця проживання, культурних традицій та статусу людей у груповій релігійній ієрархії.

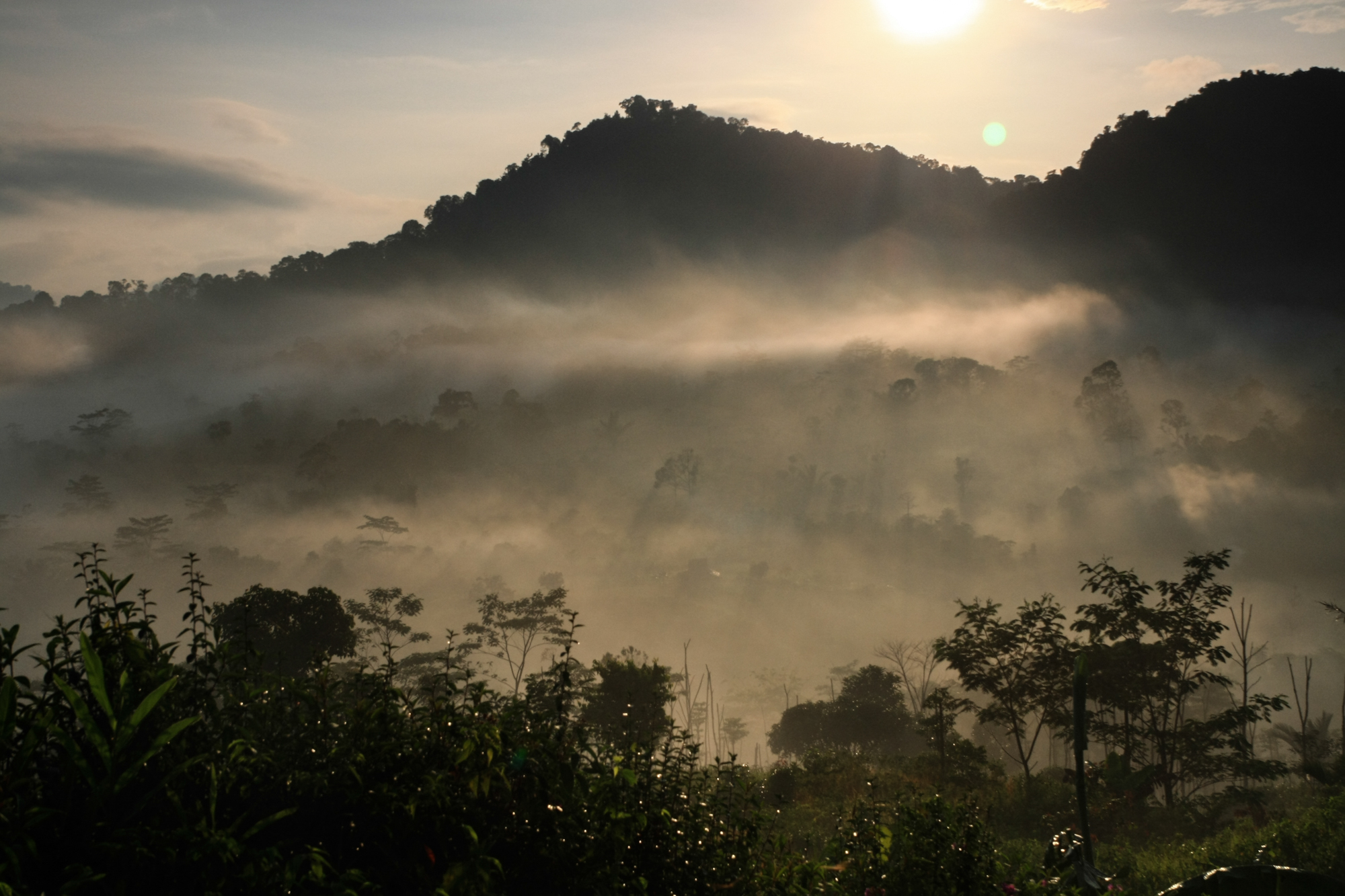
Священна територія бадуїв.

Внутрішні бадуї продовжують старанно дотримуватись старих традицій, уникають контактів із зовнішнім світом. Вони вважаються святими в соціальній ієрархії народу. Каджероани захищають свою громаду від зовнішнього впливу й намагаються забезпечити чистоту культури. Ця група не піддається модернізації, відмовляється від нових технологій, грошей і школи. Внутрішні бадуї можуть спілкуватися лише своєю рідною суданською мовою й володіють старим сунданським письмом (Hanacara або Aksara). Натомість зовнішні бадуї зазнали сильного впливу з боку сторонніх культур.
2010 року внутрішні бадуї становили лише 10,48 % загальної чисельності народу, а 89,52 % припадало на зовнішніх бадуїв. Є лише 3 села внутрішніх бадуїв: Чикеусік (індонез. Cikeusik), Чикартавана (індонез. Cikartawana) та Чибео (індонез. Cibeo). Ці священні для бадуїв села розташовані на звичаєвій території, яка зветься Taneh Larangan («Заборонена земля»).
Калуарани — це простолюдини, які становлять більшість бадуїв. Вони розселені в селах, розташованих за межами священної території, де живуть внутрішні бадуї. Калуарани мають спільні з каджероанами основні закони та традиції, але дотримуються їх не так суворо. Зовнішні бадуї живуть поруч із сунданськими поселеннями, поступово переймають манери та одяг своїх сусідів. Їхня відокремленість від зовнішнього світу зменшилась, калуарани використовують гроші, їхні діти ходять до школи.
Окрім території розселення внутрішніх та зовнішніх бадуї, є також інші райони, які бадуї вважають своїми, вони називаються дангка (Kawasan Dangka). Є дві дангка на території зовнішніх бадуїв та ще сім поза її межами, в мусульманському оточенні. Вважається, що тут живуть особи, які відмовилися від способу життя бадуїв і часто вчиняли релігійні злочини.

## Мова
Бадуї розмовляють бадуйською мовою, яка вважається діалектом сунданської, що зберігає багато давніх слів та виразів. Крім того, бадуї суворо дотримуються заборони на вживання слів, що належать до категорії буют (табу). Сунданці вважають бадуйський діалект низькою мовою через те, що він не використовує рівнів ввічливості (варіанти мови для розрізнення статусу співрозмовника).
Рідна мова бадуїв перебуває в активному використанні всіма групами населення. Люди мають позитивне ставлення до неї.

## Релігія
Бадуї дотримуються традиційних вірувань. Їхня народна релігія має назву сунда-вівітан (Sunda Wiwitan), тобто оригінальна або найдавніша сунданська віра, віра предків. Вона базується на традиційних анімістичних віруваннях, перемішаних із елементами індуїзму та буддизму. Бадуї вірять в існування верховного бога, відомого під багатьма іменами, серед яких Санг'янг Керса (Sanghyang Kersa, Всемогутній), Батара Тунгал (Batara Tunggal, Єдиний), Батара Джагат (Batara Jagat, Володар Всесвіту), Батара Седаніскала (Batara Seda Niskala, Невидимий). Віра сунда-вівітан розрізняє 3 світи: Буана-Ньюнгчунг (Buana Nyungcung, місце, де проживає Санг'янг Керса, воно знаходиться вгорі), Буана-Панчатенга (Buana Panca Tengah, місце, де живуть люди та інші істоти, розташоване посередині) та Буана-Ларанг (Buana Larang, пекло, розташоване на дні світу).
Ці люди вірять, що вони є нащадками Батара Чикала (Batara Cikal), одного із семи богів, посланих на землю. На їхні переконання, бадуї покликані підтримувати гармонію в світі. Так заповідали їм предки, й у цьому полягає місія їхнього життя. Заснована на системі табу, релігія сунда-вівітан по суті своїй є анімістичною. Бадуї вірять, що численні духи живуть у скелях, деревах, струмках та інших об'єктах. Вищих духів, що дають життя та надихають усе живе, називають лелембутами. Духи чинять добро чи зло залежно від дотримання людьми табу. Тисячі табу стосуються кожного аспекту повсякденного життя. Бадуї шанують також душі померлих предків, яких вони називають каругун, вангатуа або парамунгу, а ще богиню рису Погачі Санг'янгасрі (Pohaci Sanghyang Asri). В деяких селах найстаршим предком вважають Будду.
Бадуйська практика ведення сільського господарства тісно пов'язана з релігійними віруваннями. Всі основні етапи вирощування рису супроводжуються обов'язковими церемоніями та ритуалами. Священним дійством для бадуїв є дотримання трьохмісячного посту, що зветься кавалу. Церемонія кавалу (букв. «повернення») проводиться після збирання врожаю рису, коли рис «повертається з поля в комору». Під час кавалу бадуї моляться своїм предкам, щоб ті завжди дарували їм гармонію та рясний урожай. Водночас люди підтверджують вірність своєму обов'язку продовжувати священну справу предків. Стороннім заборонено їх турбувати під час посту. Після закінчення кавалу предкам пропонують рис, зварений з нового врожаю. Цей ритуал символізує початок нового року (тіндак-тагун). Якщо збирання рису затримується, відповідно відкладається й кавалу, так само й початок наступного тіндак-тагуна.
Головне святилище бадуїв Арча Домас — це величезна мегалітична пам'ятка, яка складається з 800 менгіроподібних статуй, що стоять на схилі гори багатосходовими терасами. На плоских кам'яних плитах грубо витесані зображення Будди, людей та тварин. Арча Домас суворо охороняється від невтаємничених. За уявами бадуїв, тут насолоджуються вічним спокоєм душі померлих предків, які після смерті з'єднуються з верховним богом. Жодній сторонній людині не дозволяється спостерігати за ритуалами, які проводяться в святилищі. Бадуї вірять, що в Арча Домас існують потаємні сили. Щороку бадуйські духовні лідери пууни повертаються звідси із свіжими передбаченнями.
Сунда-вівітан не визнається урядом Індонезії як офіційна релігія, й послідовники цієї віри мають проблеми з отриманням посвідчення особи або реєстрацією шлюбу.
З кінця XX ст. зовнішні бадуї помітно ісламізуються, особливо в районах, де вони живуть мішано із навколишнім сунданським населенням.

## Історія
Існує три основні теорії щодо походження народу. Перша полягає в тому, що бадуї походять від утікачів із середньовічного сунданського індуїстського царства Паджаджаран (XIV—XVI ст.), яке було знищене мусульманами 1579 року. Згідно другої, вони є нащадками індуїстського народу, який спочатку жив у Бантені, але втік до Канекеса, рятуючись від ісламської армії султана. Третя теорія заснована на старому суданському тексті, в якому сказано, що бадуї є потомками аскетичної групи людей, яка жила в священних частинах лісу з доісламських часів. Так, чи інакше, але, коли іслам став у XVI ст. основною релігією Західної Яви, предки сучасних бадуїв сховалися в недоступних горах, де вони до наших днів зберегли давні звичаї та релігію.
1931 року колоніальна влада Нідерландів планувала переселити їх на рівнини, але відмовилась від цієї ідеї. Сьогодні в незалежній Індонезії бадуї продовжують триматися своєї культурної спадщини, незважаючи на зусилля уряду інтегрувати їх до ширшого суспільства через навернення на іслам. Бадуї відмовляються бути жертвами змін. Вони вірять, що мають повноваження від предків підтримувати гармонію й баланс Всесвіту, а це неможливо без збереження традиційної культури. 1990 року місцева влада округу Лебак визнала територію розселення бадуїв культурним заповідником.

## Господарство
Бадуї займаються підсічно-вогневим перелоговим землеробством (пагумаан), вирощують рис на суходільних полях (гума). Родюча місцева земля дозволяє людям вирощувати також інші продовольчі культури, зокрема різні бульби, овочі, фрукти, деякі технічні культури. Традиційне землеробство й досі лишається основним джерелом засобів існування для місцевих жителів. Бадуї відмовляються від нових технологій землеробства, впроваджених в Індонезії в рамках «зеленої революції», що розпочалась на початку 1970-х років. У бадуйських громадах заборонено застосовувати хімічні добрива, пестициди, вирощувати сучасні сорти рису та комерційні монокультури (каучук, тик, гвоздика тощо). Місцеві землероби також не використовують для оранки биків або буйволів. Основним землеробським знаряддям є мотика.
Поля в бадуїв належать сільським громадам, окремі домогосподарства мають на них власні ділянки. Нуклеарна сім'я при цьому є основною господарською одиницею.
Типові сільськогосподарські роботи включають вирізання кущів та дерев, саджання рису, прополювання, збирання врожаю. Всі вони виконуються у відповідності з традиційним календарем, який поділяє рік на 12 місяців, кожен рівно з 30 днів. Таким чином, бадуйський рік на декілька днів коротший за астрономічний, але на це не звертають уваги, адже початок нового року, який дає старт традиційному циклу сільськогосподарських робіт, визначається кожен рік окремо. Для цього існують спеціальні експерти, які орієнтуються головним чином на розташування певних зірок, в першу чергу сузір'я Оріона. Беруться до уваги також інші індикатори навколишнього середовища, зокрема цвітіння певних рослин і поведінка тварин. Остаточне рішення про початок нового року зазвичай приймає й оголошує традиційний лідер (пуун) села Чибео. У квітні-травні (місяць сапар або капат за бадуйським календарем) вирубують рослинність на ділянці, яку мають обробляти в поточному році. В червні–липні (місяць канем) цю ділянку випалюють, а в липні-серпні (місяць капіту) саджають рис. Приблизно через п'ять місяців після посіву, в січні-лютому (місяць каса), рис дозріває й готовий до збирання.
Бадуйська практика ведення сільського господарства об'єднує землеробство та релігію. Люди суворо дотримуються виконання всіх обов'язкових щорічних ритуалів. Після збирання врожаю новий рис кілька разів (у визначені дати) пропонують предкам. Якщо збирання рису через погодні умови затрималось, затримуються й дати проведення традиційних ритуалів. Традиційне землеробство для бадуїв є релігійною, а не економічною діяльністю. Завдяки цьому, незважаючи на негативне ставлення до підсічно-вогневого методу обробітку землі як голландського колоніального уряду, так і уряду незалежної Індонезії, бадуї й досі продовжують практикувати його, адже вважають це своїм релігійним обов'язком.
Бадуї продовжують керуватися традиційним календарем і мають власний світогляд та систему знань, які забезпечують стабільність землеробства з урахуванням можливих катаклізмів, таких як аномальна погода, тривала посуха, сильні дощі тощо. У посушливий рік їхні перелогові рисові поля не дають хорошого врожаю, але нерисові культури, такі як фрукти, овочі та технічні культури при цьому серйозно не страждають, а деякі фруктові дерева, отримуючи багато сонця, навіть дають кращі врожаї.

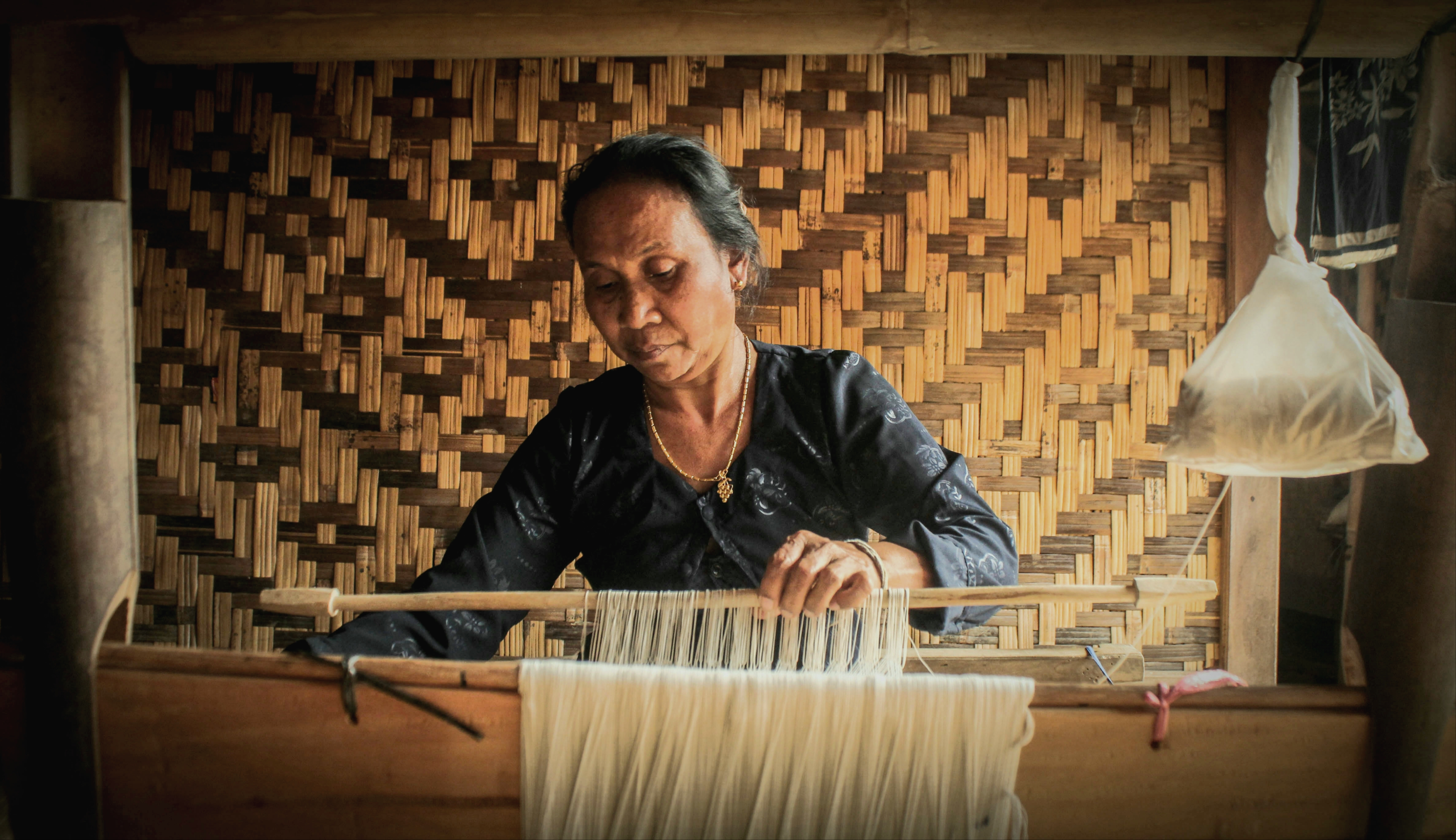
Бадуйська ткаля.

Більшість бадуїв тримає курей, але ріжуть їх лише з певної нагоди: проведення традиційної церемонії або весілля. Побічними заняттями є збирання деревини та інших природних ресурсів у лісі. Кожна бадуйська жінка вміє ткати. Тканина з м'якою текстурою використовується для виготовлення одягу, а груба — для пов'язок або ременів. Частина продукції продається туристам як сувеніри. Деякі чоловіки займаються виготовленням традиційних сумок із кори дерева. До таких сумок складають усе, що необхідно в дорозі. Крім особистого використання, їх пропонують туристам або здають на продаж у магазини. Важливим заняттям вважається також торгівля. Бадуї продають дуріан (Durio zibethinus L.), петай (Parkia speciosa Hassk.), банани (Musa × paradisiaca L.), коричневий цукор арен (з пальми Arenga pinnata (Wurmb) Merr.) тощо.

## Суспільство
Як форма організації суспільства зберігається традиційна сільська громада. В кожному із трьох священних сіл громаду очолює пуун — її світський і водночас духовний лідер, старійшина й жрець. Особа пууна вважається священною. Він ніколи не виходить за межі розселення бадуїв, живе окремо від односельців і вважається посередником між душами предків та живими людьми. Бадуї вважають, що їхні пууни є прямими нащадками верховного божества. Їм приписують надприродні сили, здатність читати думки, передбачати майбутнє та впливати на долю. В силу пуунів вірять не лише бадуї, а й люди за межами Канекеса. За традицією, пуун не може з'являтися перед чужинцями.
Пууна можна замінити лише у випадку, коли він помре або не може якісно виконувати свої обов'язки через старість, хворобу тощо. Наступника обирають з числа нащадків колишнього пууна, він має бути вже одруженим і мати підтримку від предків. Останнє підтверджується певним знаком (тангкесан, паранормальне явище). Тангкесан також допомагає пуунові зцілювати людей та проводити будь-які інші магічні дії.
Діяльність старійшин у бадуйських громадах несе релігійний відбиток. Вони є охоронцями традицій, керують усім релігійним життям села, проводять обов'язкові ритуальні жертви на святі врожаю.
Виконувати обов'язки пуунові допомагають кілька помічників, яких називають сеуратами. Зокрема, гіранг-сеурат або джаро-тангту слідкує за підтриманням безпеки в селі, піклується про організацію шлюбів та поховань. В обов'язки параварі входить доведення рішень пууна до всіх жителів села. Пуун має також радників, які об'єднані в консультативну раду — баресан.
Правила суспільного й сімейного життя бадуїв підпорядковані релігійним нормам. Бадуї, особливо внутрішні, ведуть замкнений спосіб життя, обумовлений численними релігійними заборонами (табу, буют), пов'язаними з їхнім розумінням священного місця. Пууни перешкоджають стороннім отримати доступ до їхньої спільноти. Жодній сторонній людині ніколи не дозволялося спостерігати за ритуалами, які проводяться в Арча-Дамас. Бадуї з підозрою ставляться до сторонніх, коли ті їх про щось допитують. Замкненість приводить до того, що цей маленький народ утворює щось на зразок великої патріархальної громади, де всі знають один одного. Цим пояснюється абсолютна правдивість та чесність, притаманні бадуям. Більше за все бадуї хочуть, щоб їх залишили в спокої, вони воліють жити в гармонії з навколишнім середовищем, зберігати вірність своїм предкам. Керуючись аскетизмом (тапа), на відміну від метушливого життя сучасного світу, бадуї ведуть простий спосіб життя. Вони надають перевагу чесності перед розумом, шанують різноманітні зобов'язання, які вони мають перед своїми предками. В своєму повсякденному житті люди намагаються зберегти свою самобутню культуру якомога чистішою на основі свого походження (каругун).
Спорідненість у бадуїв двобічна, але після імені людини зазвичай додають по-батькові. Розширеної сім'ї у формі роду (марга), як у інших місцевих народів, у бадуїв не існує. Досі підтримується традиція шлюбу за домовленістю. Батькі молодого вибирають для свого сина наречену зі свого племені. Зазвичай це дівчина у віці близько 14 років. Ідеальним вважається шлюб між двоюрідними братами та сестрами, але за однієї умови: наречений має бути сином старшого брата чи сестри. За таких умов завжди є жінка, яка не може вийти заміж, оскільки її мати є старшою донькою в сім'ї. Батьки нареченого домовляються про шлюб. Весільну церемонію у внутрішніх бадуїв проводить пуун. Молоді зазвичай селяться окремо від батьків, хоча перші дні подружнього життя молодята проводять у хаті батьків дружини. Розлучення та повторні шлюби трапляються дуже рідко. Майже невідомі й випадки подружньої зради.

## Побут

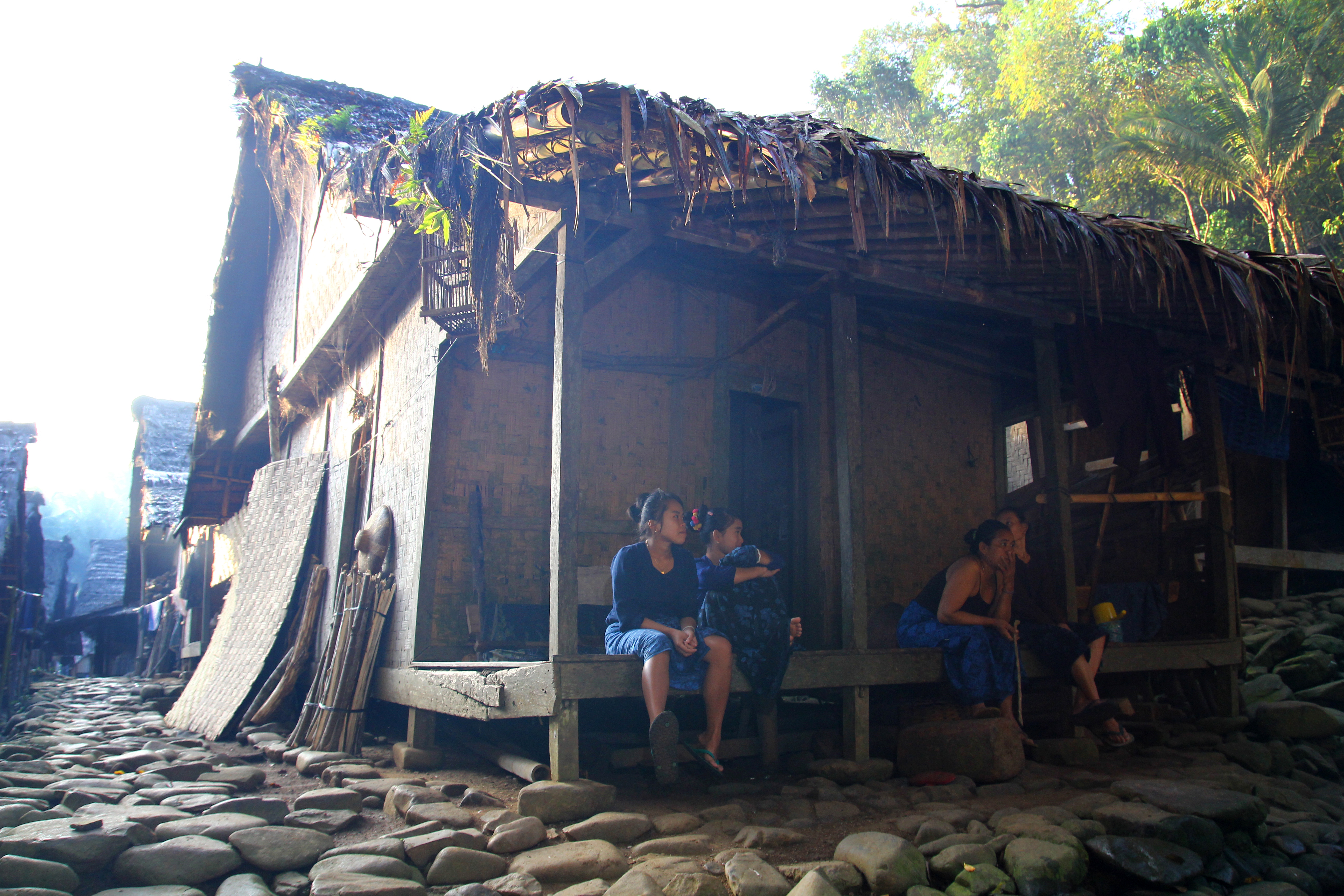
Вулиця в селі зовнішніх бадуїв.

Бадуйські села мають лінійне планування. Хати вишикувані по обидва боки від центральної вулиці; зорієнтовані з півдня на північ. В селі є дві головні будівлі — бале (велика споруда для прийому гостей) та хата пууна. Вони розташовані одна навпроти одної. Решта хат у внутрішніх бадуїв однакової форми та розмірів, вони не виявляють статків їхніх жителів.
Бадуйські хати — це легкі бамбукові споруди, криті листям сагової або кокосової пальми, мають кам'яний фундамент. Підлога встелена килимками з плетеного бамбука. Хата складається з трьох кімнат, кожна з яких виконує різні функції. Кімната біля входу служить для прийому гостей, тут також жінки займаються плетінням. Середня кімната — сімейна, тут мешканці сплять. Ззаду є комора, яка служить для зберігання продуктів.
Звичайний одяг бадуїв — саронг. Чоловіки й жінки носять домоткані накидки та хустки. Одяг внутрішніх бадуїв не має ґудзиків та комірців, вони не носять взуття. Внутрішні бадуї носять білий одяг, який символізує чистоту та культуру, на яку не впливає зовнішній світ. Зовнішні бадуї вдягають чорний одяг.
Показником статків є володіння деякими предметами, зокрема керамікою; що більше керамічних виробів має людина, тем вищим є її статус у суспільстві.
В бадуїв немає не лише електронних приладів, а й багатьох звичних побутових предметів, зокрема посуду з металу або скла. Вони воліють використовувати природні матеріали. Наприклад, за склянки їм служать шматочки бамбука. Внутрішнім бадуям заборонено їсти будь-яких чотириногих тварин або використовувати ліки, окрім власних рослинних препаратів.
Під час ритуальних жертвопринесень та народних свят люди танцюють під звуки флейт, ангклунгів (музичний інструмент з підвішених бамбукових трубок різної довжини), гонгів. Популярними серед бадуїв є пантун лалакан — віршовані поеми легендарного змісту. Розвинена міфологія.
Відомо, що бадуї люблять гуляти. Вони ходять всюди, де їм цікаво, нерідко на доволі великі відстані.

## Відносини із зовнішнім світом
На офіційному рівні Канекес очолює посадовець, якого призначає уряд відповідно до поради пууна. Бадуї називають це джам-памарента. Офіційні стосунки з урядом та іноземцями загалом регулює джаро-дангка, спадковий вождь, який діє як посередник у спілкуванні з пууном.
Якщо стороннім заборонено наближатися до священних земель бадуїв, то сам пуун щороку посилає делегацію до міста Серанг, столиці Бантену. Губернатору провінції ритуально пропонують плоди зі священної землі бадуїв, що символізує зв'язок між сучасними жителями західної Яви та надприродними охоронцями сунданської землі та традицій.
Унікальна культура бадуїв приваблює туристів, але відвідати територію бадуїв непросто. Для цього слід попередньо отримати дозвіл місцевої влади. Дістатися бадуйських сіл можна лише пішки, здійснивши кількагодинний похід горбистою місцевістю. З міркувань збереження природи бадуї суворо забороняють заходити в зону їхнього проживання собакам.
Багато сунданців досі вважають бадуїв своїми путівниками в плані моральної поведінки й дотримання закону. Для яванців бадуї асоціюються в першу чергу із магічною силою. Як духовний лідер, пуун приймає громадян Індонезії, які шукають його наставництва. Такі зустрічі потребують рекомендації з боку впливової особи з-за меж Канекеса. Відвідувачів відводять до села з найнижчим статусом, а після аудієнції не дозволяють там залишатися. До 1960-х років навіть лідери Індонезії цінували консультації з бадуйськими святими. Колишній президент Сукарно кілька разів відвідував пууна. Навіть сьогодні багато індонезійських урядовців та політиків вважають, що завдячують своїм становищем духовній силі пууна.
Проте, незважаючи на широку пошану до пууна, майбутнє традицій бадуїв знаходиться під загрозою. Уряд прагне змусити їх «прогресувати», при цьому проєкти розвитку не спрямовані на добробут бадуйської громади, а більше вмотивовані ідеологічними причинами, заснованими на поширенні ісламу та побудові єдиної індонезійської нації. Шкільна освіта та ісламське вчення розглядаються як засоби поступової інтеграції цього ізольованого племені до широкого мусульманського суспільства Індонезії. Останнім часом урядовці тиснуть на бадуїв, щоб ті віддавали своїх дітей до школи. Але бадуї прагнуть бути на крок попереду уряду. Для послаблення урядового тиску вони побудували на своїй території символічну мечеть. Під час проведення перепису населення вони не пустили на свою територію представників влади, а надали власні дані. Таким чином, реальна чисельність їхнього населення тримається в секреті.